# Ascolepis neglecta
Ascolepis neglecta är en halvgräsart som beskrevs av Paul Goetghebeur. Ascolepis neglecta ingår i släktet Ascolepis och familjen halvgräs.
Artens utbredningsområde är Kongo-Kinshasa. Inga underarter finns listade i Catalogue of Life.